# Le Cœur cousu
Le Cœur cousu est un premier roman de Carole Martinez publié le 8 février 2007 par les éditions Gallimard.

## Historique
En juillet 2005, après avoir mis de côté son activité professionnelle – elle est professeure de français – une année durant pour se consacrer à l'écriture de son premier roman, Carole Martinez propose son manuscrit, inachevé, aux éditions Gallimard, sous le titre Traversée. L'éditeur la recontacte en septembre pour l'inviter à « écrire la suite », rapporte La Croix. Elle achève son roman, qui fait l'unanimité auprès du comité de lecture de Gallimard en mars 2006 ; imprimé à 3 000 exemplaires, il est publié en février 2007 sous le titre Le Cœur cousu, suggéré par l'éditeur. La presse ne se fait alors pas l'écho de sa sortie ; c'est par le bouche-à-oreille des libraires qu'il acquiert un début de notoriété. Puis, en mai 2007, le roman remporte le prix Ouest-France Étonnants voyageurs de Saint-Malo, suivi notamment la même année du Prix Emmanuel-Roblès et du Prix Renaudot des lycéens,. En 2012, l'édition au format poche du roman s'est écoulée à plus de 300 000 exemplaires depuis sa publication en 2009.

## Résumé
Dans les années 1930, dans le Sud de l'Espagne, des femmes d'une même lignée se transmettent leurs savoirs, leurs dons, autour de Frasquita et d'une mystérieuse boîte à couture, dont elle tire de magnifiques broderies et créations cousues. Mais ses parents la marieront à un homme plus âgé qu'elle ! Celui-ci, passionné par les combats de coq, la jouera et la perdra pendant l'un de ces tournois. Livrée à elle-même, Frasquita errera dans le désert accompagnée de ses enfants.

## Prix
L'ouvrage a été récompensé par de nombreux prix :
- Prix Renaudot des lycéens 2007
- Prix Ulysse 2007
- Prix Emmanuel-Roblès 2007
- Prix Ouest-France / Étonnants Voyageurs 2007
- Premier prix du Festival du Premier Roman de Chambéry - 2007
- Bourse de la Découverte - Prix Découverte Prince Pierre de Monaco 2007
- Bourse Thyde Monnier 2007
- Prix des lycéens de Monaco

## Éditions
- Le Cœur cousu, Gallimard, coll. « Blanche », 2007 (ISBN 2070783057).
- Le Cœur cousu, Gallimard, coll. « Folio », 2009 (ISBN 2070379493).